# Evan Williams (fútbol americano)
Evan O. "Bill" Williams (1889 – 22 de diciembre de 1946) fue un entrenador de fútbol americano de la Universidad de Drake de Des Moines, Iowa. Es considerado uno de los mejores entrenadores de este equipo hasta el momento.